# Jan Zwierzchowski
Jan Zwierzchowski (ur. 1767 – zm. 1818) – deputowany z okręgu miasta Warszawy na Sejm Księstwa Warszawskiego w 1809, 1811, 1812.
Pochowany w katakumbach na cmentarzu Powązkowskim (rząd 153, grób 7).